# Belisana desciscens
Belisana desciscens es una especie de arañas araneomorfas de la familia Pholcidae.

## Distribución geográfica
Es endémica de cuevas en la isla de Hainan (China).